# Accord de Rivoltella
L’accord de Rivoltella est un pacte conclu le 18 octobre 1448 dans la localité de Rivoltella située près de Brescia entre Francesco Sforza, condottiere alors au service de la République ambrosienne de Milan et les représentants de la république de Venise.

## Histoire
L'accord fait suite à la bataille de Caravaggio du 15 septembre 1448, victoire des Milanais conduits par Francesco Sforza sur les vénitiens.
Francesco Sforza, fort de son succès dirigea son armée vers Brescia qui devait lui échoir à la suite du pacte conclu entre lui-même et la République Ambroisienne qui néanmoins chercha à conclure la paix avec Venise au détriment du condottiere, mais le 18 octobre c'est finalement Francesco Sforza qui trahit Milan et conclut avec la république Vénitienne l'accord de Rivoltella. 
Les tractations ont commencé juste après la bataille à l'insu des Milanais et l'on ne sait pas qui en prit l'initiative. Pasquale Malipiero et Giacomo Antonio Marcello, les deux émissaires vénitiens mènent les négociations secrètes avec Angelo Simonetta, représentant de Francesco Sforza.

## Termes du traité de Rivoltella
La république de Venise concède à Francesco Sforza la condotta afin de conquérir pour la République ambroisienne le territoire compris entre le Tessin et le Sesia, se réservant pour lui-même celui compris entre les fleuves Tessin et Adda. 
Devant la volte-face de Sforza, les Milanais sont choqués et Charles Gonzague  abandonne le champ de bataille pour se porter au secours de la République ambrosienne et le 14 novembre 1448, il est nommé Capitano generale del popolo.
Au cours des mois de novembre et décembre 1448, avec l'aide du marquis Guillaume VIII de Montferrat, Francesco Sforza conquit d'abord Pizzighettone, puis Binasco, Rosate, Abbiategrasso, Varèse, Legnano et Busto Arsizio.
La lutte pour la prise de pouvoir est engagée.